# Chrośnica (Jeżów Sudecki)
Chrośnica (deutsch: Ludwigsdorf) ist ein Dorf in der Landgemeinde Jeżów Sudecki im Powiat Karkonoski der Woiwodschaft Niederschlesien in Polen. Es liegt im Bober-Katzbach-Gebirge (polnisch Góry Kaczawskie), etwa 15 km von Jelenia Góra (Hirschberg) entfernt.

## Geschichte
Der Ort ist seit 1305 unter den Namen „Ludwigsdorf“ bzw. unter weiteren Varianten dieses Namens bekannt. Bis 1945 gehörte Ludwigsdorf zum Landkreis Goldberg. Nach dem Übergang an Polen 1945 infolge des Zweiten Weltkriegs wurde Ludwigsdorf zunächst in Ludwików und 1946 in Chrośnica umbenannt.

## Sehenswürdigkeiten
- Die mit dem Patrozinium der hl. Hedwig von Andechs (kościół św. Jadwigi) wurde 1399 erstmals erwähnt und Anfang des 16. Jahrhunderts neu errichtet. Im 17. Jahrhundert wurde die Sakristei angebaut. Der geschnitzte Hauptaltar im Stil des Barock wurde 1730 geschaffen. Die Kanzel aus der Mitte des 18. Jahrhunderts zeigt volkstümliche Evangelistenfiguren. Das gotische Taufbecken stammt aus dem Anfang des 17. Jahrhunderts. In die Turmwand sind drei Bußkreuze eingelassen.[2]
- Der Kirchenfriedhof ist von einer Wehrmauer und Torbastei umgeben.

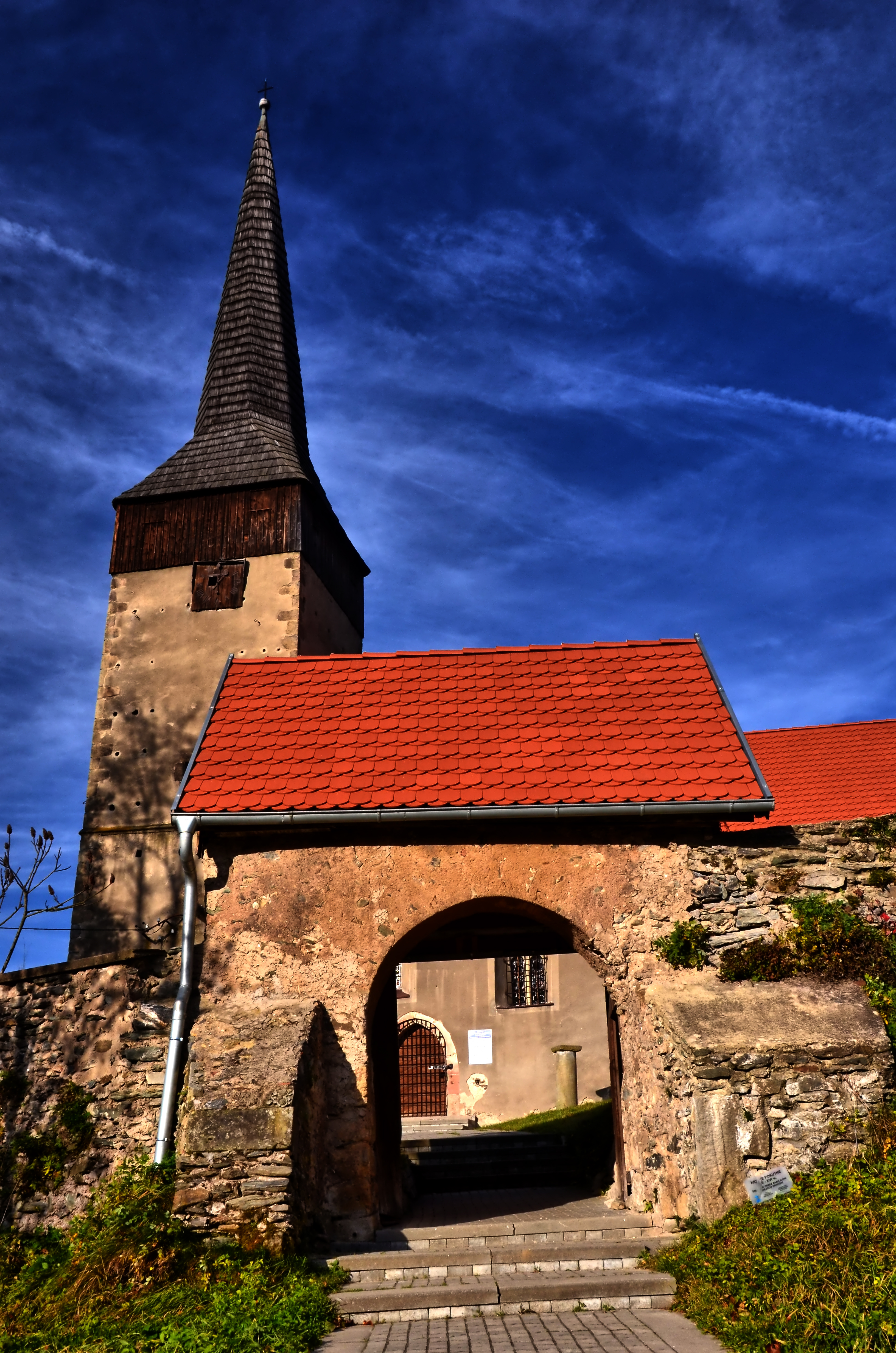
St. Hedwig mit Torbastei
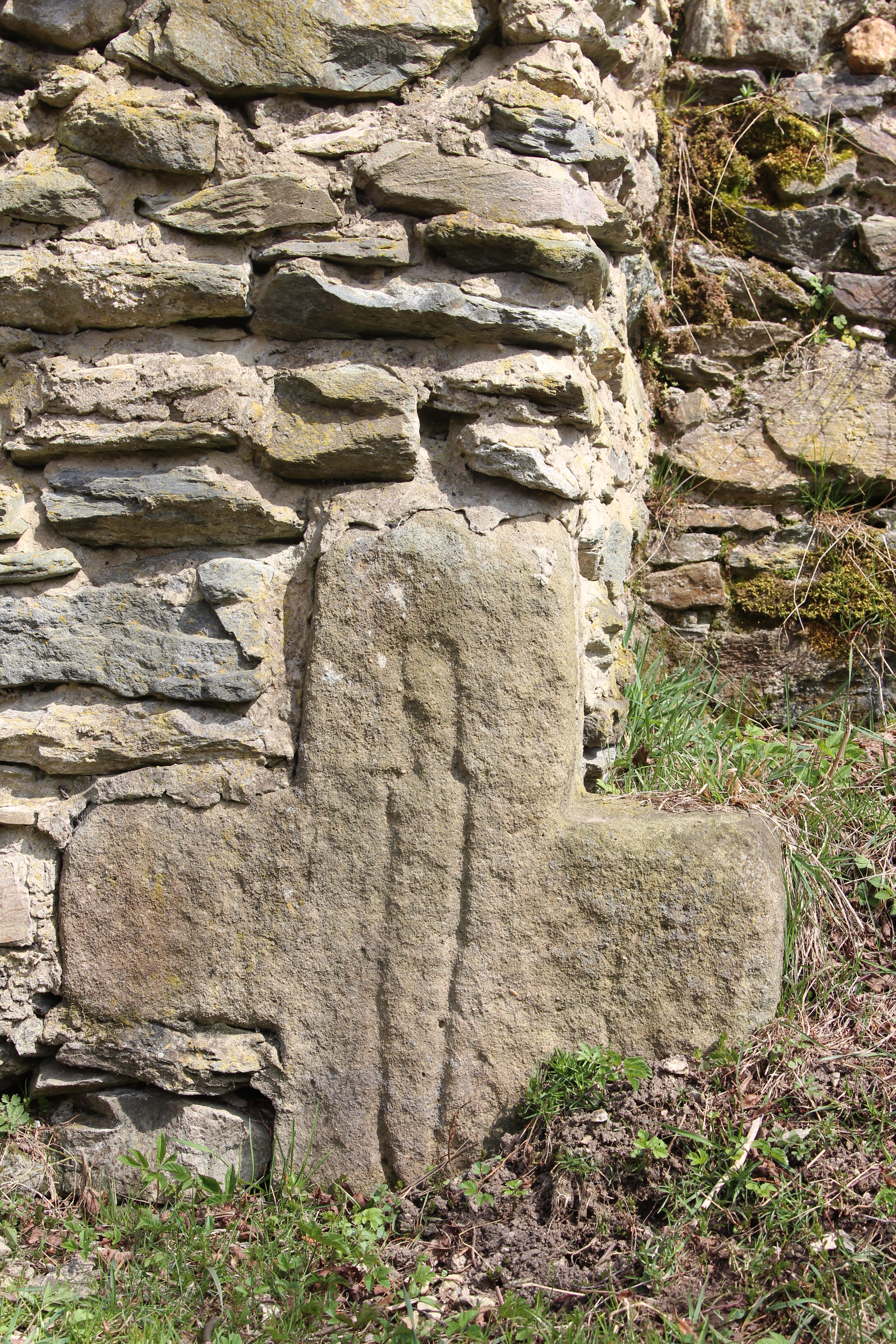
Bußkreuz am Turm
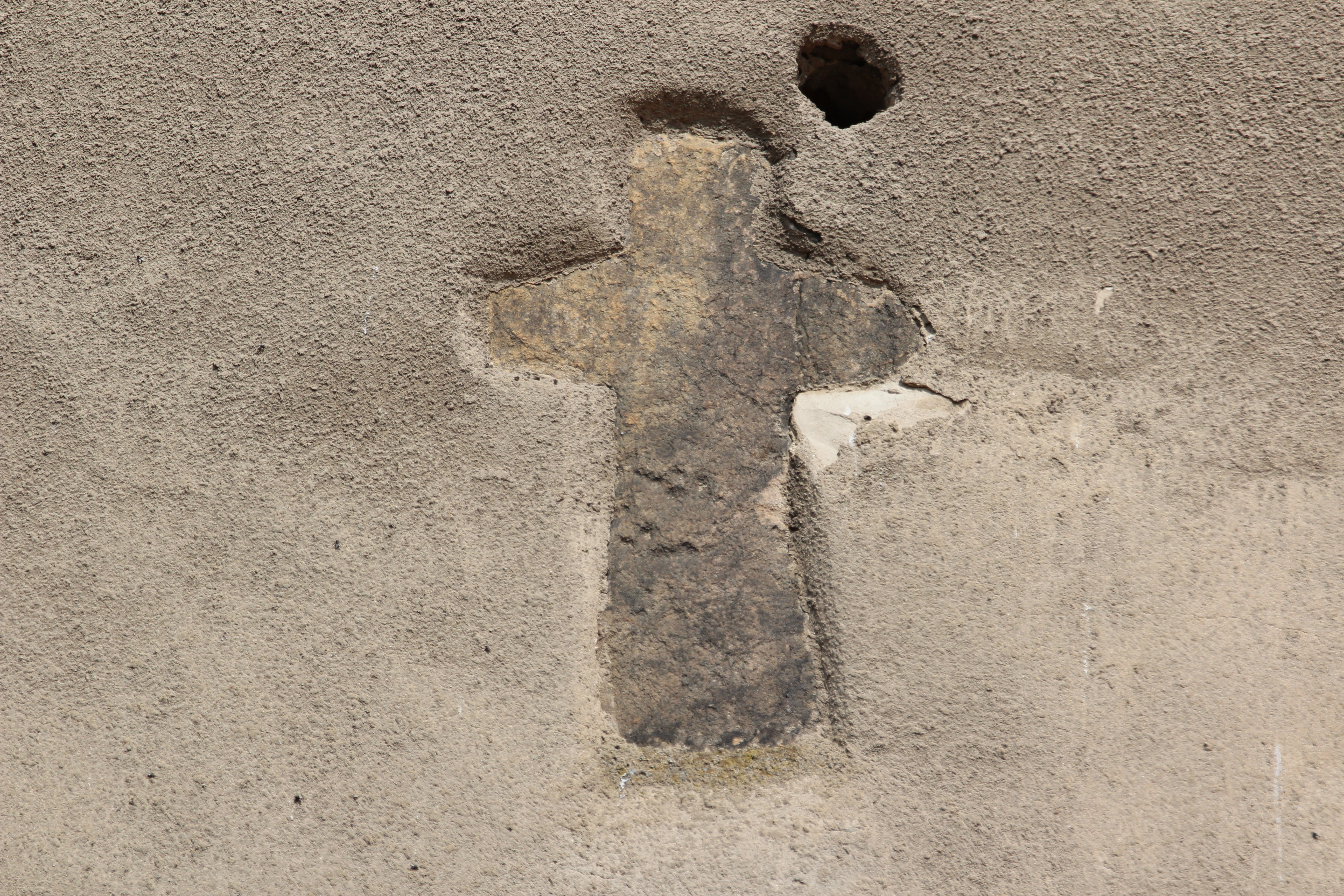
Bußkreuz an der Mauer